# Elecciones presidenciales de Eslovaquia de 2024
Las elecciones presidenciales se realizaron en Eslovaquia el 23 de marzo de 2024, según lo previsto en la Constitución de Eslovaquia. Debido a que ningún candidato obtuvo la mayoría absoluta de los votos, se realizará una segunda vuelta electoral, programada para el 6 de abril de 2024.
La presidenta Zuzana Čaputová era elegible para postularse para otro mandato, pero declinó postularse a reelección.

## Sistema electoral
El Presidente de la República Eslovaca es elegido por un período de cinco años, y por voto popular desde 1999. Su papel es limitado, pero no solo ceremonial. El Presidente tiene la facultad de nombrar al Primer Ministro, de vetar los proyectos de ley (a menos que lo confirme una mayoría de dos tercios) y de nombrar a los jueces en los niveles más altos del poder judicial.
El presidente de Eslovaquia es elegido mediante el sistema de dos vueltas; si ningún candidato obtiene la mayoría en la primera vuelta, se realizará una segunda vuelta entre los dos primeros candidatos.
Para que la candidatura sea válida, la Constitución de Eslovaquia requiere recolectar 15,000 firmas de ciudadanos eslovacos, o el apoyo de 15 de los 150 diputados en la legislatura. Sin embargo, el cargo está limitado a dos términos.

## Candidatos
| Candidato | Candidato        | Cargos más recientes                                                                                 | Partido | Partido |
| --------- | ---------------- | --- | ------- | --- |
|           | Patrik Dubovský  | Sin experiencia política previa                                                                      |         | Para el Pueblo Apoyado por: Gente Común y Unión Cristiana |
|           | Krisztián Forró  | Sin experiencia política previa                                                                      |         | Alianza Húngara |
|           | Štefan Harabin   | Presidente de la Corte Suprema (1998–2003, 2009–2014) Ministro de Justicia (2006–2009)               |         | Independiente |
|           | Ivan Korčok      | Ministro de Relaciones Exteriores (2020–2022)                                                        |         | Independiente Apoyado por: Eslovaquia Progresista, Movimiento Demócrata Cristiano, Libertad y Solidaridad, Demócratas, Modrí–ES, Most–Híd y Partido Cívico Conservador |
|           | Marian Kotleba   | Miembro del Consejo Nacional (2016–2022)                                                             |         | Kotleba - Partido Popular Nuestra Eslovaquia |
|           | Ján Kubiš        | Ministro de Relaciones Exteriores (2006–2009)                                                        |         | Independiente |
|           | Igor Matovič     | Ministro de Finanzas (2021–2022) Primer ministro de Eslovaquia (2020–2021)                           |         | Gente Común Apoyado por: Para el Pueblo y Unión Cristiana |
|           | Milan Náhlik     | Sin experiencia política previa                                                                      |         | Independiente |
|           | Peter Pellegrini | Presidente del Consejo Nacional (2014–2016, 2023–presente) Primer ministro de Eslovaquia (2018–2020) |         | Voz - Socialdemocracia Apoyado por: Dirección-Socialdemocracia |

### Candidatos retirados
Se presentaron como candidatos y fueron registrados, pero se retiraron antes de la elección para apoyar a otro candidato.
| Candidato | Candidato    | Cargos más recientes                                                                                | Partido | Partido                             |
| --------- | ------------ | --------------------------------------------------------------------------------------------------- | ------- | ----------------------------------- |
|           | Andrej Danko | Miembro del Consejo Nacional (2016–2020, 2023–presente) Presidente del Consejo Nacional (2016–2020) |         | Partido Nacional Eslovaco           |
|           | Róbert Švec  | Sin experiencia política previa                                                                     |         | Movimiento de Renacimiento Eslovaco |

## Resultados
| Candidatos              | Candidatos              | Partidos                                     | Primera vuelta | Primera vuelta | Segunda vuelta | Segunda vuelta |
| Candidatos              | Candidatos              | Partidos                                     | Votos          | %              | Votos          | %              |
| ----------------------- | ----------------------- | -------------------------------------------- | -------------- | -------------- | -------------- | -------------- |
|                         | Ivan Korčok             | Independiente                                | 958,393        | 42.52          | 1,243,709      | 46.88          |
|                         | Peter Pellegrini        | Voz - Socialdemocracia                       | 834,718        | 37.03          | 1,409,255      | 53.12          |
|                         | Štefan Harabin          | Independiente                                | 264,579        | 11.74          |                |                |
|                         | Krisztián Forró         | Alianza Húngara                              | 65,588         | 2.91           |                |                |
|                         | Igor Matovič            | Gente Común                                  | 49,201         | 2.18           |                |                |
|                         | Ján Kubiš               | Independiente                                | 45,957         | 2.04           |                |                |
|                         | Patrik Dubovský         | Para el Pueblo                               | 16,107         | 0.71           |                |                |
|                         | Marian Kotleba          | Kotleba - Partido Popular Nuestra Eslovaquia | 12,771         | 0.57           |                |                |
|                         | Milan Náhlik            | Independiente                                | 3,111          | 0.14           |                |                |
|                         | Andrej Danko            | Partido Nacional Eslovaco                    | 1,905          | 0.08           |                |                |
|                         | Róbert Švec             | Movimiento de Renacimiento Eslovaco          | 1,876          | 0.08           |                |                |
|                         |                         |                                              |                |                |                |                |
| Votos válidos           | Votos válidos           | Votos válidos                                | 2,254,206      | 99.53          | 2,652,964      | 99.35          |
| Votos blancos y nulos   | Votos blancos y nulos   | Votos blancos y nulos                        | 10,563         | 0.47           | 17,233         | 0.65           |
| Total                   | Total                   | Total                                        | 2,264,769      | 100.00         | 2,670,197      | 100.00         |
| Inscritos/Participación | Inscritos/Participación | Inscritos/Participación                      | 4,364,071      | 51.90          | 4,368,697      | 61.12          |